# Ramos Arizpe
Ramos Arizpe es una ciudad y cabecera municipal del municipio del mismo nombre en el estado de Coahuila, México que forma parte de la zona metropolitana de Saltillo. Es una de las ciudades progresistas del estado, pues la industria manufacturera ha marcado un ámbito muy importante en esta región. Debido a la gran actividad industrial que se encuentra en Ramos Arizpe el Aeropuerto Internacional Plan de Guadalupe se encuentra dentro de esta zona metropolitana. A 60 km, hacia el noreste se encuentra la ciudad de Monterrey.
La ciudad recibe su nombre en honor a Miguel Ramos Arizpe (1775-1843), nacido en esta ciudad y quien fuera representante de la Nueva España en las Cortes de Cádiz. Jugó un rol importante durante la creación y promulgación de la Constitución de Cádiz que regiría a la Nueva España en su etapa final y el México independiente hasta 1824, año en que se promulgó la primera Constitución Política de los Estados Unidos Mexicanos en la cual Miguel Ramos Arizpe sería un férreo defensor de la República Federalista, por lo que hoy en día se le reconoce como el "Padre del Federalismo".
Ramos Arizpe se localiza en el valle del que forma parte el municipio de Saltillo, en las coordenadas 100° 57′ 2″ longitud oeste y 25°32´26" latitud norte, a una altitud de 1380 m s. n. m., aproximadamente a 10 km de la ciudad de Saltillo, frente a la urbe se localiza la Sierra La Paila y a sus alrededores las sierras que limitan con el estado de Nuevo León.
Las principales actividades económicas de Ramos Arizpe son la industria automotriz, pues en la ciudad se encuentra la planta de ensamble y estampado de General Motors, además de otras naves industriales pertenecientes a conglomerados extranjeros, así como empresas del ramo de la construcción, comercio y servicios logísticos. Los parques Industriales del municipio cuentan con infraestructura amplia.

## Historia
Ramos Arizpe fue fundado en el año de 1577 con el nombre de Valle de las Labores, debido a que fue que sus suelos que conforman el valle, estaban dedicados a las tareas agrícolas (principalmente la siembra) por contar con numerosos manantiales. 
En el año de 1606 el municipio fue rebautizado con el nombre de Valle de San Nicolás de la Capellanía. Esta denominación se debió a que los misioneros españoles heredaron la imagen de San Nicolás de Tolentino y en su valle sobresalía la Capellanía.
El 17 de marzo de 1811 los caudillos insurgentes encabezados por Miguel Hidalgo y Costilla pasan por la hacienda Santa María. Ahí nombran Coronel a Don Bernardo Gutiérrez de Lara y primer embajador de México en Estados Unidos. Venía junto con sus hermanos el sacerdote José Antonio y el insurgente Enrique Gutiérrez de Lara que habían salido el 14 del mismo mes de la Hacienda de San Pedro ubicada en la antigua Villa de Marin, Nuevo León. El casco de dicha hacienda es museo de historia hoy día ubicada en el municipio de Zuazua, Nuevo León. Don Bernardo Gutiérrez de Lara líder de la primera independencia de la República de Texas en 2 de abril de 1813. Fue uno de los propietarios de dicha hacienda de San Pedro. La hoy capilla de la hacienda Santa María es reconocido monumento nacional de la ruta de Hidalgo. 
En 1821 fue elegido Miguel Ramos Arizpe como diputado por Coahuila al Primer Congreso Constituyente. Ocupó cargos importantes durante los gobiernos de los presidentes Guadalupe Victoria y Manuel Gómez Pedraza; murió en Puebla, en 1843. Posteriormente, al Valle se le otorgó categoría de Villa el 19 de mayo de 1850, bajo el nombre de Ramos Arizpe. 
El 1 de agosto de 1860 muere el general Juan Zuazua en el rancho de San Gregorio. El 8 de enero de 1915 se lleva a cabo la Batalla de Ramos Arizpe en un lugar cercano a la Villa, entre los Carrancistas comandados por los generales Antonio L. Villarreal y Maclovio Herrera y los Villistas comandados por el general Felipe Ángeles, triunfando estos últimos.
Recientemente, el 13 de mayo de 1980, le fue concedido el título de ciudad.

## Economía
Además de la importante actividad industrial en el municipio, en Ramos Arizpe también hay producción agrícola con productores de maíz, forrajes, verduras, hortalizas y nuez, dentro de la ganadería se cría ganado bovino de carne y leche, aves, caprino y porcino, se trabaja en la industria casera para elaboración de dulces, conservas, mole, pan de pulque y tamales. En la minería existen yacimientos de cobre, plata, plomo, barita, fluorita y oro. 
En el comercio se orienta principalmente a la compraventa de alimentos y bebidas; prendas de vestir y artículos de uso personal; compraventa en tiendas de autoservicio y de departamentos especializados por línea de mercancía; equipo de transporte, refacciones y accesorios; gases, combustibles y lubricantes; materias primas, materiales y auxiliares.
El municipio se caracteriza por una amplia diversidad de industrias de la transformación que han contribuido al desarrollo de la región.
De acuerdo al padrón del Instituto Mexicano del Seguro Social, IMSS, se encuentran registrados más de 1,000 empresas como Micro, Pequeñas, Medianas y Grandes.
En el oriente del municipio se encuentran instaladas importante industrias químico-farmacéuticas y algunas otras de proceso de poliuretanos y de industrialización de lácteos, mismas que conforman un virtual quinto parque industrial.
Ramos Arizpe es un importante centro manufacturero, donde la Inversión Extranjera Directa ha impactado al desarrollo económico y social de la comunidad, es donde la Asociación de Industriales y Empresarios de Ramos Arizpe, AIERA, juega un papel importante para captar la dinámica laboral del municipio más activo del estado de Coahuila y mantener una comunidad industrial estrechando lazos entre pares, instituciones académicas y Gubernamentales. Entre las empresas extranjeras y nacionales con sede en Ramos Arizpe, se encuentran:
- General Motors de México, Complejo Ramos Arizpe (Ensamble, Motores y Transmisiones)
- Stellantis de México, Planta Motores Saltillo Norte
- De Acero, Planta 1 y Planta 2
- Magna, Plantas de Estampado, Exteriores e Interiores
- MAHLE Componentes de Motor de México, Planta de Pistones y Bielas, Planta de Camisas de Motor, y Planta de MAHLE Behr[6]
- Holcim, Planta de Cemento
- Kimberly Clark de México, Planta de Papel
- Stabilus, planta de componentes para carro(pistones para carro)
- Nemak, Planta de Blocks y Cabezas de Motor
- Caterpillar, Planta de Componentes
- John Deere, Planta de Componentes
- Whirlpool de México, Planta de refrigeradores
- Otras

## Clima
| Parámetros climáticos promedio de Ramos Arizpe, Coahuila (1400 msnm) | Parámetros climáticos promedio de Ramos Arizpe, Coahuila (1400 msnm) | Parámetros climáticos promedio de Ramos Arizpe, Coahuila (1400 msnm) | Parámetros climáticos promedio de Ramos Arizpe, Coahuila (1400 msnm) | Parámetros climáticos promedio de Ramos Arizpe, Coahuila (1400 msnm) | Parámetros climáticos promedio de Ramos Arizpe, Coahuila (1400 msnm) | Parámetros climáticos promedio de Ramos Arizpe, Coahuila (1400 msnm) | Parámetros climáticos promedio de Ramos Arizpe, Coahuila (1400 msnm) | Parámetros climáticos promedio de Ramos Arizpe, Coahuila (1400 msnm) | Parámetros climáticos promedio de Ramos Arizpe, Coahuila (1400 msnm) | Parámetros climáticos promedio de Ramos Arizpe, Coahuila (1400 msnm) | Parámetros climáticos promedio de Ramos Arizpe, Coahuila (1400 msnm) | Parámetros climáticos promedio de Ramos Arizpe, Coahuila (1400 msnm) | Parámetros climáticos promedio de Ramos Arizpe, Coahuila (1400 msnm) |
| Mes                                                                  | Ene.                                                                 | Feb.                                                                 | Mar.                                                                 | Abr.                                                                 | May.                                                                 | Jun.                                                                 | Jul.                                                                 | Ago.                                                                 | Sep.                                                                 | Oct.                                                                 | Nov.                                                                 | Dic.                                                                 | Anual                                                                |
| -------------------------------------------------------------------- | -------------------------------------------------------------------- | -------------------------------------------------------------------- | -------------------------------------------------------------------- | -------------------------------------------------------------------- | -------------------------------------------------------------------- | -------------------------------------------------------------------- | -------------------------------------------------------------------- | -------------------------------------------------------------------- | -------------------------------------------------------------------- | -------------------------------------------------------------------- | -------------------------------------------------------------------- | -------------------------------------------------------------------- | -------------------------------------------------------------------- |
| Temp. máx. abs. (°C)                                                 | 39.0                                                                 | 38.0                                                                 | 38.0                                                                 | 43.0                                                                 | 45.0                                                                 | 42.0                                                                 | 44.0                                                                 | 49.0                                                                 | 42.0                                                                 | 41.0                                                                 | 35.0                                                                 | 36.0                                                                 | 49.0                                                                 |
| Temp. máx. media (°C)                                                | 20.5                                                                 | 22.6                                                                 | 26.6                                                                 | 28.9                                                                 | 31.1                                                                 | 32.0                                                                 | 31.4                                                                 | 31.2                                                                 | 28.8                                                                 | 27.0                                                                 | 23.5                                                                 | 20.9                                                                 | 26.8                                                                 |
| Temp. media (°C)                                                     | 12.1                                                                 | 13.9                                                                 | 17.1                                                                 | 20.0                                                                 | 22.8                                                                 | 24.0                                                                 | 23.9                                                                 | 23.6                                                                 | 21.5                                                                 | 18.8                                                                 | 15.2                                                                 | 12.7                                                                 | 18.6                                                                 |
| Temp. mín. media (°C)                                                | 3.7                                                                  | 5.3                                                                  | 7.7                                                                  | 11.0                                                                 | 14.5                                                                 | 16.2                                                                 | 16.3                                                                 | 16.1                                                                 | 14.2                                                                 | 10.7                                                                 | 6.9                                                                  | 4.5                                                                  | 10.4                                                                 |
| Temp. mín. abs. (°C)                                                 | -7.0                                                                 | -12.0                                                                | -8.0                                                                 | 0.0                                                                  | 2.0                                                                  | 2.0                                                                  | 0.0                                                                  | 9.0                                                                  | 0.0                                                                  | 0.0                                                                  | -5.0                                                                 | -10.0                                                                | -12.0                                                                |
| Precipitación total (mm)                                             | 13.5                                                                 | 8.7                                                                  | 11.4                                                                 | 15.9                                                                 | 36.0                                                                 | 29.4                                                                 | 51.7                                                                 | 28.0                                                                 | 50.1                                                                 | 20.7                                                                 | 11.1                                                                 | 14.3                                                                 | 249.7                                                                |
| Fuente: Comisión Nacional del Agua                                   |                                                                      |                                                                      |                                                                      |                                                                      |                                                                      |                                                                      |                                                                      |                                                                      |                                                                      |                                                                      |                                                                      |                                                                      |                                                                      |

## Demografía
La ciudad de Ramos Arizpe según datos del XIV Censo General de Población y Vivienda llevado a cabo por el Instituto Nacional de Estadística y Geografía cuenta en el año 2020 con una población de 114,010 habitantes, por lo que es por su población la 6° ciudad más poblada de Coahuila y la 119° ciudad más poblada de México.
| Gráfica de evolución demográfica de Ramos Arizpe entre 1900 y 2020                                |
|                                                                                                   |
| Población de los censos del Instituto Nacional de Estadística y Geografía (INEGI) de 1900 a 2020. |

## Educación
En la ciudad se encuentran escuelas públicas y colegios privados de nivel inicial, preescolar, primaria, secundaria, bachillerato y universidad en este último una sucursal del Ateneo Fuente incorporada a la Universidad Autónoma de Coahuila.
Escuelas de capacitación para el trabajo, la Universidad Tecnológica de Coahuila y para estudios de postgrados el Centro de Investigación y Estudios Avanzados CINVESTAV, perteneciente al IPN Instituto Politécnico Nacional, se ubican en Ramos Arizpe.

## Arquitectura y turismo
Dentro de su arquitectura colonial se encuentran: 
1. El templo del Señor del Amparo; ubicado en la Hacienda el Anhelo, del siglo XVIII
2. El templo de la Virgen de Santa María, en la Hacienda del Rosario del siglo XVIII
3. El templo de San Nicolás Tolentino patrono de la ciudad, 1815
4. El templo de la virgen del Refugio, construido en el siglo XIX
5. La capilla del señor de la Misericordia, del siglo XIX
6. Templo de Santo Cristo, construido en 1805
7. El templo de la Purísima Concepción, en la Hacienda la Minita, del siglo XlX
8. La Hacienda Santa María, donde ofició su última misa Don Miguel Hidalgo y Costilla, construida en 1721.

La Hacienda de Guadalupe, lugar en que se expidió el Plan de Guadalupe, del 26 de marzo de 1913, casa del general Francisco Coss de 1913; cuartel militar de la Revolución, hoy oficinas gubernamentales (Instituto Estatal de Documentación), en sus salones tiene hemeroteca y museo, con cuadros de Rembrandt.
El municipio de Ramos Arizpe se han encontrado pinturas rupestres en Hipólito, San Miguel, Nacapa y San Felipe, poblaciones ubicadas en este municipio.
Las fiestas del santo patrono San Nicolás Tolentino se celebra el 10 de septiembre y la fiesta de nuestra Señora del Rosario, en la Hacienda Santa María, el primer domingo de octubre, los ramoarizpenses escuchan música norteña y en la gastronomía preparan deliciosas: Empanadas, semitas, pan de pulque, repostería, tamales y moles. En cuanto a dulces, conservas de frutas, suadero de membrillo, chocolate, rollos de nuez, etc. En cuanto a bebidas, el chantre "aguardiente" y vinos de mesa.

## Escudo de armas
En uno de sus cuarteles aparece un valle fértil con montañas y una capellanía, porque de allí tomó su nombre, San Nicolás de la Capellanía. En otro aparece el escudo de Nueva Vizcaya. En el cuartel inferior de la punta, un águila sostiene con sus garras la Constitución de 1824, rompiendo las cadenas de la esclavitud, lo cual simboliza la participación de Miguel Ramos Arizpe en la elaboración de la Carta Magna. En otro cuartel de la punta se muestran dos manos llenas de productos agrícolas, que simbolizan la generosidad de la naturaleza ante el esfuerzo de los campesinos en un ambiente árido y seco. 
Lleva en el borde las leyendas "RAMOS ARIZPE" y "EN EL ESFUERZO FUNDAMOS NUESTRO VALER". Fue pintado por el Sr. Donaciano Mena Cortés.